# 毛主席给清华附中红卫兵的一封信
《毛主席给清华附中红卫兵的一封信》是1966年8月，时任中共中央主席毛泽东回应清华大学附属中学红卫兵（最早的红卫兵组织）的“三论”大字报的回信，最初作为中共八届十一中全会的第二个文件《毛主席给清华附中红卫兵的一封信》下发，信中对清华附中的红卫兵运动表示坚决支持，从而掀开了红卫兵运动推向全社会的大潮。

## 经过
1966年6月24日至7月27日，清华大学附属中学红卫兵先后贴出三篇论“革命的造反精神万岁！”的大字报。断言：“革命就是造反，毛泽东思想的灵魂就是造反。”其中7月4日大字报引用了毛泽东的一段话：“马克思主义的道理千条万绪，归根到底，就是一句话：造反有理。”
前两篇大字报7月28日前后经江青转交毛泽东，毛泽东于8月1日中共八届十一中全会开幕当天，亲笔撰写了回复，即《毛主席给清华附中红卫兵的一封信》，作为会议第二个文件下发，并附有清华附中的几份大字报内容。信中说：（清华附中红卫兵的大字报）说明对一切剥削压迫工人、农民、革命知识分子和革命党派的地主阶级、资产阶级、帝国主义、修正主义和他们的走狗，表示愤怒和声讨，说明对反动派造反有理，我们向你们表示热烈的支持。
8月2日晚，清华附中红卫兵办公室接到电话得知毛泽东回信，8月3日，王任重将清华附中红卫兵召至钓鱼台，向其正式传达了毛泽东的回信。清华附中红卫兵们迅速誊抄并默念、背诵毛泽东回信，聚集讨论回信内容，向父母、朋友写信通知。
三篇大字报8月被《人民日报》和《红旗》杂志第11期全文刊出，题目改为“无产阶级的革命造反精神万岁”，迅速成为全国文革群众运动的冲锋号。